# Simple Men
Pour plus de détails, voir Fiche technique et Distribution.
Simple Men est un film américain réalisé par Hal Hartley, sorti en 1992.

## Synopsis
Bill est triste. La femme qu’il aime l'a trahi et quitté pour son partenaire dans le casse d'un dépôt. Il fait part de son chagrin à son frère, Dennis, qui n'a qu'une idée en tête : retrouver leur père disparu, grand joueur de base-ball en cavale, auteur il y a une vingtaine d’années d'un attentat anarchiste meurtrier devant le Pentagone, en cavale depuis, considéré par beaucoup comme un héros. Il le convainc de partir à sa recherche.
Les deux frères échangent sur leurs visions de la vie très différentes, mais toujours avec tendresse et complicité; ils croisent des hommes, paumés (Ned qui leur cède sa moto ; le patron de la station service et son employé ; Jack l’ex mari violent ; le shérif) et des femmes d’une grande indépendance et attraction (l’amie de Ned, jeune pensionnaire d’une école de bonnes sœurs habillée comme une écolière et provocante ; Kate dont Bill tombe amoureux ; Elena une jeune femme qui s’avère être la maîtresse du père).
Bill qui a toujours mené une vie de hors la loi est sur le point d’être arrêté par le shérif ; il s’apprête à rejoindre son père en cavale. Dans la scène presque finale, il s’aperçoit  qu’il  ressemble beaucoup plus à son père qu’il n’y avait songé ; il décide de faire demi-tour et d’affronter la justice pour regagner Kate.

## Fiche technique
- Titre original : Simple Men
- Réalisation : Hal Hartley
- Scénario : Hal Hartley
- Musique : Hal Hartley
- Photographie : Michael Spiller
- Montage : Steve Hamilton
- Pays :  États-Unis,  Italie et  Royaume-Uni
- Genre : Policier, drame et romance
- Durée : 101 minutes
- Dates de sortie : 
  -  États-Unis : 14 octobre 1992

## Distribution
- Robert John Burke : Bill McCabe
- Bill Sage : Dennis McCabe
- Karen Sillas : Kate
- Elina Löwensohn : Elina
- Martin Donovan : Martin
- Mark Chandler Bailey : Mike
- Chris Cooke : Vic
- Jeffrey Howard : Ned Rifle
- Holly Marie Combs : Kim
- Damian Young : Le shérif
- John MacCay : Le père

## Sources
- D.H. Diaphana, Hal Hartley, trop rare, Marianne, 17 juin 2006, [lire en ligne].